# 原宗子
原 宗子（はら もとこ、1948年7月8日 - ）は、日本の東洋史学者。流通経済大学名誉教授。

## 略歴
1967年愛知県立旭丘高等学校卒業。1971年慶應義塾大学文学部史学科（東洋史専攻）卒業。1974年学習院大学大学院人文科学研究科史学専攻修士課程修了。1977年同博士課程単位取得満期退学。1995年学習院大学より博士（史学）の学位を取得。
1977年学習院大学東洋文化研究所助手・研究員。1984年流通経済大学専任講師。1986年助教授。1991年教授。

## 著書
- 『古代中国の開発と環境』（研文出版、1994年）
- 『「農本」主義と「黄土」の発生』（研文出版、2005年）
- 『環境から解く古代中国』（大修館書店、2009年）